# Sebastián Vizcaíno

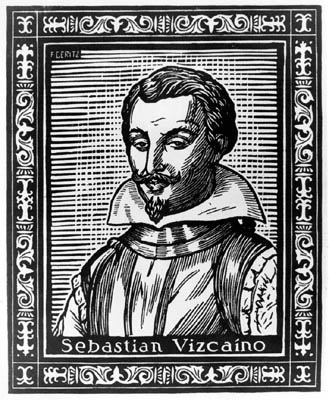

Sebastián Vizcaíno (ur. 1548 – zm. 1627 w mieście Meksyk) – hiszpański żołnierz, kupiec, podróżnik i dyplomata, który pełnił różnorodne role w Nowej Hiszpanii, Hiszpańskich Indiach Wschodnich, Kalifornii oraz Japonii.
Urodził się w hiszpańskiej Estremadurze. Jako żołnierz brał udział w hiszpańskiej inwazji na Portugalię w latach 1580–1583. W 1583 roku przybył do Nowej Hiszpanii, jako kupiec udał się na Filipiny, gdzie spędził lata 1586–1589.
W 1593 roku otrzymał koncesję na połów pereł na zachodnich brzegach Zatoki Kalifornijskiej. W 1601 roku Vizcaíno otrzymał od wicekróla Nowej Hiszpanii, Gaspara de Zúñiga y Acevedo, dowództwo misji mającej poszukiwać na brzegach Kalifornii bezpiecznych brzegów, przy których mogłyby cumować hiszpańskie statki, powracające z Manili.
Otrzymał także zadanie opracowania dokładnych map odkrytych 60 lat wcześniej przez Juana Rodrígueza Cabrillo wybrzeży. Wyprawa Vizcaíno zaczęła się w Acapulco 5 maja 1602 roku. 10 listopada wpłynął do zatoki San Diego Bay, zaś 16 grudnia do Monterey Bay.
Vizcaíno w 1611 roku został wysłany do Japonii jako ambasador. W Shizuoce spotkał się także z siogunem Ieyasu Tokugawą oraz wspierał w rządach sioguna Hidetada Tokugawę.
Z Japonii prowadził morskie wyprawy geograficzne po pobliskich akwenach, kilkukrotnie był zmuszony budować nowe statki w zastępstwie zniszczonych przez sztormy.